# Sorguomètre
Le sorguomètre est en principe tout moyen de mesurer les variations des hauteurs de l'eau dans la fontaine de Vaucluse, source de la Sorgue. 

## Fonctionnement
Le sorguomètre est un support doté d'une échelle graduée. Il est installé sur la paroi rocheuse bordant la vasque du gouffre. Grâce à cette échelle, il a été déterminé que le niveau maximum d'eau dans la vasque, avant débordement dans la Sorgue, est de 21,06 m. Ce point 0 est à 84,45 m au-dessus du niveau de la mer, le débordement à une altitude de 105,55 m.
Le niveau d'eau est publié quotidiennement, et est consultable sur internet.

## Histoire
Le 17 novembre 1869, le niveau de l'eau dans la vasque est constaté par M. Reboul, géomètre du syndicat du canal de Vaucluse, à 21,10 m. Il pose alors un repère à cet endroit pour en faire le point 0, et crée une échelle de mesure.  
La région a vécu une période de sécheresse en 2007. le niveau d'eau de la vasque est descendu en dessous du niveau 0 du sorguomètre alors en place. Afin d’établir un nouveau point de référence, décision a été prise de réévaluer l'échelonnage, et de poser un nouveau sorguomètre sur ses bases. Cette modification a été effectuée par le club de spéléologie local.

## En savoir plus